# Masarykova chata na Beskydě
Masarykova chata na Beskydě je turistická chata, která se nachází na pomezí Česka a Slovenska. Lze ji nalézt přibližně 1,5 km daleko od rozcestí na Bumbálce.

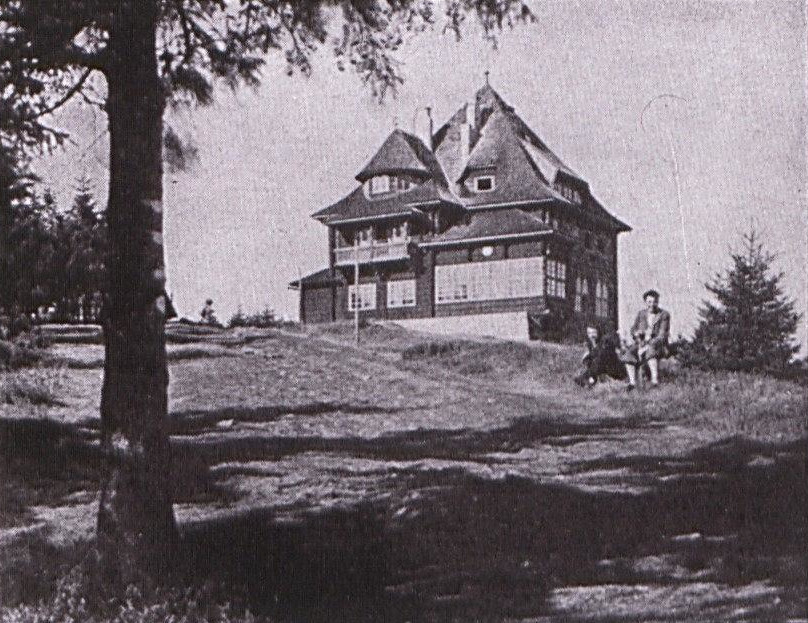
Původní struktura chaty (před rokem 1935)

Celá cesta k ní je zároveň označena červeným turistickým značením, Beskydská magistrála. V okolí je nejen rozhledna Súkenická, ke které vede žlutá stezka, ale i národní přírodní rezervace prales Salajka a další turisticky zajímavá místa.

## Historie
Turistická chata nesoucí název „Masarykova chata na Beskydě“, za jejíž vznik lze vděčit Klubu českých turistů Moravská Ostrava, byla budována v letech 1923 až 1924. Nacházela se pouhé 2 km východně od známého turistického střediska Bumbálka (895 m n. m.), v sedle na hraničním hřebeni mezi Českem a Slovenskem v Moravskoslezských Beskydech. Byla celá dřevěná, na kamenné podezdívce, postavená velkoryse s rozhlednou na střeše a jako jedna ze dvou v té době pojmenovaná po prvním československém prezidentu T. G. Masarykovi. Poblíž byl pak vztyčen dřevěný Sloup vzájemnosti s motivem moravskoslezské orlice prolínající se s slovenským křížem a slovy „Poznajme sa, Milujme sa“. Sloup vznikl v roce 1934 k desátému výročí postavení Masarykovy chaty na Beskydě, v roce 2014 byl obnoven s nápisem „Poznajme sa, buďme priaťelia“. V nářečí kraje znamená slovo „bezkydy“ místo s vykáceným porostem[zdroj⁠?!] a právě podle tohoto místa je pojmenováno celé beskydské pohoří. Nejen díky nádhernému výhledu a zachovalé přírodě se Masarykova chata stala oblíbeným cílem turistů a výletníků, mimo jiné i Petra Bezruče. Jako mnoho jiných ryze dřevěných turistických chat v Beskydech, i tuto stihl v roce 1952 požár, který ji zcela zničil. Z chaty zůstaly jen rozvaliny základové podezdívky.
V 70. letech došlo nedaleko původní chaty ke stavbě nové, která i nadále nese původní název. Dnes lze Masarykovu chatu nalézt na červené trase vedoucí z Bumbálky na Kmínek. Z chaty a jejího okolí je dobrý výhled na Moravu, Slezsko a část Slovenska.
V roce 2013 došlo k rekonstrukci celého objektu a rozšíření chaty o další prostory.

## Zajímavosti
- Nachází se zde Turistická známka No. 1557 – Bumbálka-Masarykova chata, Bílá.